# Võ Văn Châu
Võ Văn Châu là bác sĩ chuyên khoa 2, thầy thuốc ưu tú, nguyên trưởng khoa vi phẫu – tạo hình Bệnh viện Chấn thương chỉnh hình Thành phố Hồ Chí Minh. Ông cùng với Nguyễn Huy Phan ở phía Bắc được đánh giá là những người đặt nền móng cho vi phẫu thuật Việt Nam.

## Tiểu sử
Võ Văn Châu sinh năm 1947 tại Tiền Giang.
Sau khi tốt nghiệp Đại học Y khoa Sài Gòn năm 1972 ông trở thành phẫu thuật viên và nổi tiếng cần cù, chăm chỉ khi đang học bác sĩ nội trú.
Những năm đầu sau ngày Việt Nam thống nhất 1975, ông là bác sĩ, trưởng khoa ngoại Trung tâm Y tế quận Tân Bình (nay là Bệnh viện Tân Bình). Tại đây, đầu những năm 1980, ông đã nghiên cứu, khâu nối thành công các ngón tay bị đứt rời. Sự kiện trên đã tạo tiếng vang vì đây là một bệnh viện tuyến huyện, trong khi nhiều cơ sở y tế khác phải bó tay. Sau những thành công tại Trung tâm Y tế quận Tân Bình, ông được đưa về công tác và làm cố vấn chuyên môn tại khoa Chấn thương chỉnh hình, Bệnh viện Chấn thương Chỉnh hình Thành phố Hồ Chí Minh. Ông nghỉ hưu năm 2008 nhưng vẫn tiếp tục làm việc, nghiên cứu và đạo tạo về vi phẫu thuật cho các tỉnh Nam Bộ, Trung Bộ của Việt Nam.
Võ Văn Châu mất năm 2013, thọ 67 tuổi. Ông cùng với Nguyễn Huy Phan được đánh giá là những người đặt nền móng cho vi phẫu thuật Việt Nam. Ngày 22 tháng 6 năm 2013, hàng trăm Giáo sư, bác sĩ có mặt tại hội nghị khoa học thường niên chấn thương chỉnh hình đã dành một phút tưởng nhớ ông khi Hội Chấn thương chỉnh hình Thành phố Hồ Chí Min bình chọn, tôn vinh Võ Văn Châu là "Nhân vật chấn thương chỉnh hình" năm 2013.

## Sự nghiệp

### Vi phẫu thuật
Những năm 1980, vi phẫu thuật là khái niệm chỉ có trong sách vở, chưa có thầy đào tạo, hướng dẫn nên ông tìm cách tự mày mò học hỏi, chế tạo dụng cụ y tế. Võ Văn Châu ra chợ đồ cũ tìm mua ống nhòm, kính hiển vi cũ rồi tự chế tạo kính phẫu thuật, tự xoay xở làm labo thực nghiệm. Ông lại tự nghiên cứu để chế tạo các sợi chỉ nhỏ như tơ nhện bằng cách ngâm và tách rời các sợi nhỏ của loại chỉ may thường. Tại Sài Gòn ông là người đầu tiên nghiên cứu vi phẫu thuật vào năm 1982, áp dụng vào khâu ngón chân tay đứt lìa. Từ việc tự nghiên cứu, rồi được đi đào tạo tại Pháp với những thầy giỏi, ông phổ biến cho các đồng nghiệp, mở lớp chuyên ngành vi phẫu (cho đến năm 2012, các tỉnh từ Quảng Trị trở vào đều có người theo học).
Năm 1984, ông đã áp dụng vi phẫu thuật trong việc khâu nối chi đứt lìa và chuyển ghép vạt da trong các phẫu thuật tái tạo và phục hồi chức năng. Năm 1985, ông nghiên cứu thành công và chế tạo ra kim, chỉ khâu vi phẫu và thiết kế các dụng cụ vi phẫu cũng như phổ biến các kiến thức về vi phẫu, cách bảo quản tay chân bị đứt lìa qua các phương tiện truyền thông đại chúng... Những câu chuyện từ Trung tâm Y tế quận Tân Bình gây tiếng vang, ông được đưa về Bệnh viện Chấn thương Chỉnh hình Thành phố Hồ Chí Minh. Tháng 4 năm 1987, dụng cụ kim chỉ khâu vi phẫu tự chế của ông đã được cấp bằng sáng chế quốc gia.
Năm 1990, bác sĩ Huỳnh Hòa Thanh cùng Ban Giám đốc Trung tâm Chấn thương Chỉnh hình Thành phố Hồ Chí Minh mời ông đảm nhiệm chức vụ Trưởng đơn vị Vi phẫu - Tạo hình đầu tiên của Việt Nam. Tiếp đó, năm 1997, ông thành lập khoa Vi phẫu - Tạo hình đầu tiên ở Việt Nam tại Bệnh viện Chấn thương Chỉnh hình Thành phố Hồ Chí Minh, góp phần đưa vi phẫu Việt Nam sang trang mới. Bác sĩ Lê Chí Dũng- Nguyên Chủ tịch Hội Chấn thương Chỉnh hình Thành phố Hồ Chí Minh đánh giá, Khoa Vi phẫu - Tạo hình của Bệnh viện Chấn thương Chỉnh hình Thành phố Hồ Chí Minh là đơn vị hàng đầu Việt Nam về lĩnh vực này. Võ Văn Châu cũng thành lập bộ môn Vi phẫu - Tạo hình của Trường Đại học Y khoa Phạm Ngọc Thạch Thành phố Hồ Chí Minh.

### Đào tạo
Võ Văn Châu đã đào tạo về vi phẫu thuật, phát triển lĩnh vực này cho Thành phố Hồ Chí Minh, rồi ra các tỉnh lân cận. Nhưng cho tới khi ông qua đời năm 2013, mong muốn thành lập hội chuyên về vi phẫu thuật của Việt Nam của ông vẫn không thực hiện được. Để phục vụ các lớp đào tạo, ông đã viết tám cuốn sách về vi phẫu thuật. Những cuốn sách ghi những kinh nghiệm trong quá trình công tác thực tiễn trong nước, tham gia hội thảo và nghiên cứu học tập tại một số nước như Pháp, Anh, Thái Lan.

#### Tại Thành phố Hồ Chí Minh
Từ khi nghỉ hưu năm 2008 Võ Văn Châu vẫn làm việc cho nhiều bệnh viện như Bệnh viện Nhân dân 115, Bệnh viện Triều An.... Ông đã giúp phát triển khoa chấn thương chỉnh hình của Bệnh viện Nhân dân 115, thành lập phân bộ môn vi phẫu - tạo hình và giảng dạy sinh viên Trường Đại học Y khoa Phạm Ngọc Thạch (TP.HCM), xây dựng đội ngũ phẫu thuật viên và mạng lưới vi phẫu - tạo hình cho Thành phố Hồ Chí Minh. Võ Văn Châu được Hội Chấn thương chỉnh hình Thành phố Hồ Chí Minh bình chọn, tôn vinh là "Nhân vật chấn thương chỉnh hình" năm 2013.

#### Phát triển ra các tỉnh thành khác
Từ năm 1994, Võ Văn Châu cùng đồng nghiệp liên tục mở lớp đào tạo cho các tỉnh Khánh Hòa, Đắk Lắk, Kiên Giang, Cần Thơ...Tuy ông có mong muốn phát triển vi phẫu thuật ra cả nước, nhưng Bệnh viện Chấn thương Chỉnh hình Thành phố Hồ Chí Minh là bệnh viện cấp thành phố, nhiệm vụ đào tạo chỉ cho khu vực, không ảnh hưởng như bệnh viện cấp trung ương. Sau đó, được sự giúp đỡ của ông, Trường Đại học Y Dược Thành phố Hồ Chí Minh đã mở các khóa đào tạo phẫu thuật viên cho cả nước, đặc biệt là các tỉnh thành miền Trung, miền Nam. Ông từng sang Campuchia để giúp đỡ, đào tạo và chuyển giao công nghệ vi phẫu thuật.
Năm 1995, 1996 ông đã cố gắng thành lập Hội chuyên về Vi phẫu Việt Nam nhưng không thành công.

## Tác phẩm
Sau khi nghỉ hưu vào năm 2008, Võ Văn Châu càng say mê nghiên cứu, chỉ đạo thực hiện 60 đề tài khoa học được báo cáo tại các hội nghị trong và ngoài nước. Ông là tác giả đầu tiên và viết nhiều nhất, tới tám cuốn sách về vi phẫu thuật của Việt Nam. Sách của ông viết từ các kỹ thuật cơ bản cho đến chuyên sâu, từ vi phẫu thuật mạch máu, thần kinh cho đến phẫu thuật tái tạo tứ chi.

## Vinh danh
Ông được nhà nước Việt Nam phong tặng:
- Danh hiệu Thầy thuốc ưu tú[2]
- Huân chương Lao động hạng 3[1]

Ngoài ra ông còn nhận nhiều phần thưởng cao quý khác như: Chiến sĩ thi đua nhiều năm liền, nhiều bằng khen các cấp, bằng sáng chế, bằng lao động sáng tạo, giải thưởng y học...

## Câu nói
| “                                                      | Tôi xin khẳng định trong nghề này (nghề Y), sự hồi phục của người bệnh, sự thành công của điều trị là niềm vui lớn nhất của bất kỳ bác sĩ nào. Phần thưởng lớn vô cùng, đừng nói tiền bạc. Thứ hai, không phải bác sĩ nào cũng giống nhau. Không phải tất cả đều quan trọng hóa tiền bạc, dù ai cũng phải ăn, phải sống, lo cho vợ con và những mối quan hệ phải lo. Thứ ba, vì lý do có những người này người kia xấu tốt thì một ngành nghề có thể bị mang tiếng, nhưng hãy nghĩ lại. Nếu một ngành nghề đều tốt hết thì chỉ có trong mơ. Chính sự khác biệt tạo nên toàn cảnh xã hội. Cảnh sát giao thông cũng thế. Không có họ, chết người tệ gấp ngàn lần. Chỉ nhìn một số để đánh giá một ngành nghề, bôi bẩn người làm tốt là không nên. Thầy cô cũng thế. Đừng suy nghĩ quá đáng. Nếu chúng ta đặt lại vấn đề, liệu có thể nhìn lỗi nhỏ, vài chấm đen rồi vứt luôn tờ giấy trắng, là bất công. Phải chấp nhận cái muôn mặt. | ” |
| — Võ Văn Châu, 2012, theo Doanh nhân Sài Gòn Cuối tuần | |   |

| “                                                      | Sở thích ư? Tôi đi chơi mút chỉ. Chủ nhật không làm việc, xách xe đi chơi nơi nào mình thích. Có khi chạy ra Vũng Tàu cùng với một số người bạn, ngắm cảnh trên đường đi. Tới nơi, chỉ cùng nhau ngồi uống ly cà phê đá cũng thích. Tôi không ghiền thuốc lá, rượu, bài bạc, chỉ đi mổ là vui thôi.. | ” |
| — Võ Văn Châu, 2012, theo Doanh nhân Sài Gòn Cuối tuần | |   |

| “                                                                        | Tôi đã bò sau thế giới 20 năm. Cũng may là tôi đã cố gắng và bò kịp. | ” |
| — Võ Văn Châu, 2009, trả lời Báo điện tử Pháp Luật thành phố Hồ Chí Minh |                                                                      |   |

| “                                                      | Thế giới họ nghiên cứu vào năm 1960, mãi 1982 tôi mới bắt đầu, vậy là chúng ta bò sau họ hơn hai mươi năm. Bây giờ dù đã tiến bộ, vi phẫu ở Việt Nam đã tiến hành được những loại phẫu thuật như các nước Âu – Mỹ, nhưng chưa theo kịp họ về trình độ y tế, trang thiết bị dụng cụ và nghiên cứu cơ bản. Mình không phải dở, nhưng bị những giới hạn về tài chính. Những vấn đề kỹ thuật đỉnh cao còn nhiều cái khó. Mình cũng làm được nhưng ở mức độ thấp hơn. Tuy nhiên, so với các nước trong khu vực thì mình không kém. | ” |
| — Võ Văn Châu, 2012, theo Doanh nhân Sài Gòn Cuối tuần | |   |

| “                                                      | Gần như ở các nước phát triển đều có Hội chuyên về Vi phẫu, Việt Nam chưa có, dù vào năm 1995–1996 tôi đã cố gắng thành lập. | ” |
| — Võ Văn Châu, 2012, theo Doanh nhân Sài Gòn Cuối tuần | |   |

| “                                                                        | Tiền khám có khi mấy chục ngàn đồng nhưng bà con miền Bắc vào khám, chi phí đi lại, ăn ở cũng ngốn hết bốn, năm triệu đồng. Rồi khi mổ, có khi lại quay về Bắc, tốn thêm chừng đó tiền nữa. Thật là xót! | ” |
| — Võ Văn Châu, 2009, trả lời Báo điện tử Pháp Luật thành phố Hồ Chí Minh | |   |

| “                                                       | Công lao của kỹ thuật viên rất lớn nhưng mình chỉ giúp bệnh nhân hồi phục 50% thôi. Muốn khỏe mạnh hoàn toàn phải nhờ vào sự tận tụy của các anh chị em điều dưỡng. Lần sau khi báo cáo, các em nhớ lưu ý điều này nhé! | ” |
| — Võ Văn Châu, lời góp ý học trò khi báo cáo thành tích | |   |

| “                                                      | Bằng sáng chế quốc gia thì có thật, tôi nhận vào năm 1987. Nhưng không có chuyện độc quyền trong ngành y, vì sự nghiệp bảo vệ con người. Đã nhiều nơi sử dụng. Trong y khoa, ai tìm ra phương pháp, sáng kiến thì đều để cho mọi người áp dụng chữa bệnh. Chỉ riêng những hình ảnh, thí dụ, chứng tỏ là của một tác giả nào đó. Những phương pháp kỹ thuật thì không độc quyền trong ngành y. Sáng chế chỉ khâu của tôi, nhiều nơi cũng áp dụng. Nhưng sau này hàng nhập bên ngoài dễ dàng. Khoảng năm 1993-1994 có rất nhiều rồi, khó khăn đã được giải quyết. | ” |
| — Võ Văn Châu, 2012, theo Doanh nhân Sài Gòn Cuối tuần | |   |

## Gia đình
Võ Văn Châu có ba người con đều theo nghề Y trong đó một người theo chuyên ngành của ông.

## Học trò tiêu biểu
- Tiến sĩ, Bác sĩ Nguyễn Đình Phú: Phó giám đốc Bệnh viện Nhân dân 115[2]
- Bác sĩ Vũ Minh Đức: Khoa Chấn Thương Chỉnh Hình Bệnh viện Nhân dân 115[2]
- Bác sĩ Nguyễn Cao Viễn: Phó trưởng Khoa Chấn Thương Chỉnh Hình Bệnh viện Nhân dân 115